# Petricci
Petricci è una frazione del comune italiano di Semproniano, nella provincia di Grosseto, in Toscana.

## Geografia fisica
Petricci è un paese ad attività prevalentemente agricola, immerso in boschi di castagno, cerro e prati collinari.
Il paese è incastonato in una zona particolarmente panoramica: alle spalle (nord-est) è appoggiato sul declivio che porta al massiccio della Ripa (881 m s.l.m.), uno strapiombo che precipita a picco per 200 metri sulla limitrofa frazione di Cellena e che offre un'ampia visuale che spazia dal Monte Amiata alla Valle del Fiora fino al Lazio perdendosi nel Mar Tirreno.
A sud, in un ampio panorama, spazia da est ad ovest lungo una vallata che conduce fino all'Arcipelago Toscano: la pianura laziale, il Monte Argentario e l'Isola del Giglio sono paesaggi di quotidiana visibilità; spesso si può scorgere anche il nitido profilo della Corsica.

## Storia
Il paese ha origini recenti, sebbene le radici storiche del territorio sul quale presiede risalgano al IX secolo d.C.. Sul finire del XVIII secolo il piccolo nucleo abitato, costituito solo da un caseggiato e da una cappella privata dedicata a Sant'Antonio da Padova, viene prescelto perché unico luogo di culto presente nel territorio ed insistente sulla principale strada di comunicazione che dall'Amiata conduceva alla Maremma.
Narra una leggenda che il Granduca Pietro Leopoldo, in uno dei suoi innumerevoli viaggi in Maremma, si incontrò in questi luoghi con un funerale. Il territorio di Petricci era in quegli anni sotto la giurisdizione parrocchiale di Samprugnano (l'odierno paese di Semproniano) ed i morti dovevano essere trasportati nel cimitero di questa parrocchia percorrendo a piedi chilometri di strade sterrate. Il tragitto da Petricci a Samprugnano è di circa 5 km: si può ben immaginare quanto fossero gravosi i funerali, tanto che ancor oggi sopravvive il detto che "i morti seppellivano i vivi". Il Granduca, commosso da quell'evento, ma soprattutto dalle sue illuminate necessità di rimodernare le dimenticate terre di Maremma, promise a quel popolo che avrebbe avuto una propria parrocchia. E mantenne la sua promessa. Con rescritto del Granduca di Toscana Pietro Leopoldo di Lorena in data 25 luglio 1785 viene costituita in Petricci una nuova parrocchia facente parte della Diocesi di Sovana. Con decreto del vescovo monsignor Francesco Pio Santi del 24 ottobre 1785 viene approvato canonicamente il rescritto granducale. Il territorio ebbe così una chiesa, un parroco ed il suo cimitero, acquisendo quell'autonomia a cui aveva diritto una comunità. Nasce così il paese di Petricci.
I secoli a venire hanno fatto espandere il paese sia come edilizia che come abitanti fino al suo apice negli anni cinquanta e sessanta del XX secolo quando vi si contavano più di 800 persone. Il declino demografico che ha interessato tutte le piccole comunità amiatine ha fatto sì che ad oggi (anno 2008) il paese sia popolato da meno di 200 abitanti, con un'altissima percentuale di anziani.

## Monumenti e luoghi d'interesse

### Architetture religiose
- Chiesa di San Giuseppe, chiesa parrocchiale della frazione. Di particolare interesse il campanile, che con i suoi 25 metri di altezza è l'edificio più alto esistente nel comune di Semproniano. Realizzato nel 1881 (fino all'altezza di 13 m con sommità a forma di rozza cupola) fu innalzato alle dimensioni attuali nel 1925 con vetta piramidale. Sotto il cornicione esposto a sud del primigenio campanile del 1881, fu murata una testa di alabastro di origine sconosciuta. sulla fronte sono incise le lettere "MGB". Il mistero che l'avvolge ha portato l'immaginario collettivo del paese a soprannominarlo il Guardiano di Petricci.
- Convento di San Giusto, antico convento situato a sud-ovest del paese, si presenta oggi sotto forma di ruderi.

### Architetture militari
Nei pressi della strada che dalle Rocchette di Fazio costeggiava il fiume Albegna e conduceva al castello di Triana ed al Monte Amiata esisteva l'antico territorio giurisdizionale del Castrum Calegiani (IX sec.) che aveva come centro abitativo l'attuale caseggiato di Calizzano; poco distante esistono i resti del suo fortilizio militare, conosciuto dagli abitanti come Il Castellaccio.

## Società

### Evoluzione demografica
Quella che segue è l'evoluzione demografica della frazione di Petricci. Sono indicati gli abitanti dell'intera frazione e dove è possibile la cifra riferita al solo capoluogo di frazione. Dal 1991 sono contati da Istat solamente gli abitanti del centro abitato, non della frazione.
| Anno | Abitanti | Abitanti       |
| Anno | Frazione | Centro abitato |
| ---- | -------- | -------------- |
| 1833 | 380      | -              |
| 1845 | 426      | -              |
| 1921 | 742      | -              |
| 1931 | 685      | -              |
| 1961 | 600      | 312            |
| 1981 | 396      | 229            |
| 2001 | -        | 168            |
| 2011 | -        | 121            |

### Tradizioni e folclore

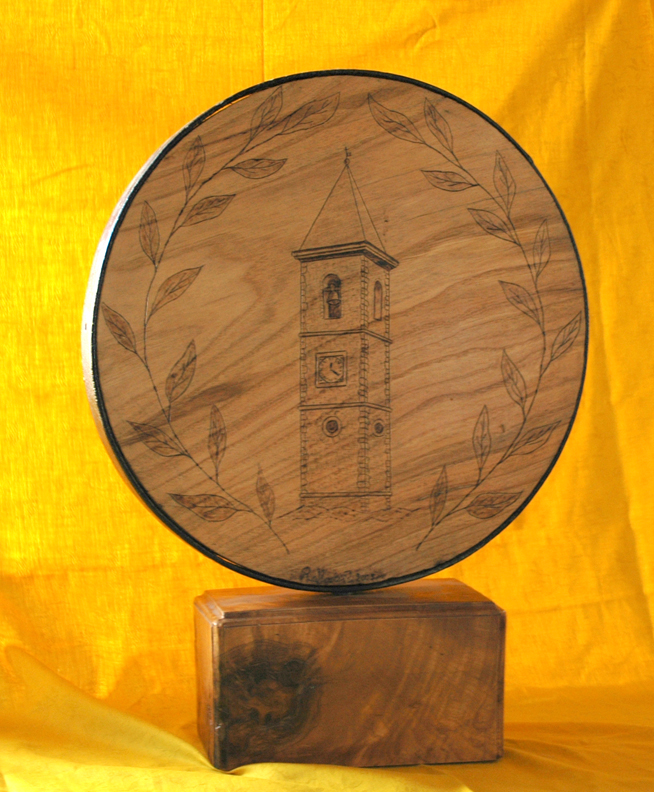
Il trofeo della Ruzzola

Il paese mantiene ancora vive le sue tradizioni: la catasta di Natale, la Befana, il gioco della Ruzzola, la Festa di Mezzagosto, la Fiera di settembre, la Banda, il Coro San Giuseppe sono solo alcuni eventi che segnano le tappe dello scorrere dei mesi. Gli eventi folcloristici sono coordinati dall'"Associazione Il Campanile Petricci", fondata nel 2004.

#### Il gioco della Ruzzola
Il gioco della Ruzzola esiste nel territorio fin da epoche immemorabili. Interrotto nel 1960 per il sopraggiungere delle strade asfaltate è stato reintrodotto nel 2005. Petricci è l'unico paese nella provincia di Grosseto che rievoca questo antico gioco.
Questo evento viene riproposto ogni anno a fine aprile. Le borgate (Croce, Crognolo, Macina, Piana) si sfidano percorrendo vari chilometri lungo le strade sterrate del territorio lanciando a turno una ruzzola di legno ferrato in una competizione appassionata che coinvolge tutto il paese. Vince la borgata che con il minor numero di tiri raggiunge il traguardo di due sui tre salmi (tappe) in cui è diviso il percorso.
Zuccolandia grossetana

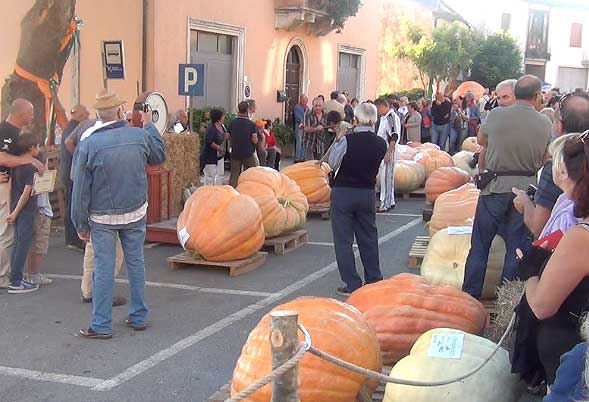
Zucche in gara

Il paese ospita ed organizza il "Campionato Provinciale della Zucca più Pesante". Una sfida fra i coltivatori della provincia di Grosseto a chi ha prodotto la zucca più pesante.
La manifestazione nasce nel 2008 in collaborazione con il Club Maspiano di Sale Marasino (BS) ove si disputa il campionato nazionale di questa gara il cui Presidente ed ideatore della gara, Redento Franceschetti, è nativo di Petricci.
L'evento viene proposto nella terza decade di settembre di ogni anno. Il record ad oggi 2017 è di una zucca di 357,5 kg conseguito nel 2014. 

## Geografia antropica

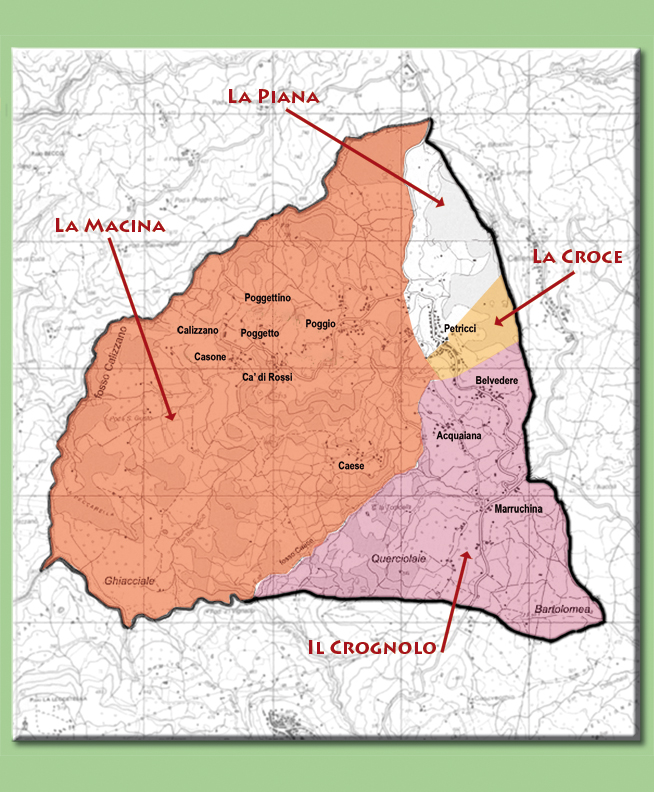
Borgate di Petricci

### Suddivisioni storiche
Il territorio di Petricci è tradizionalmente diviso in quattro borgate:
- La Croce
- Il Crognolo
- La Macina
- La Piana

### Altre località del territorio
Situato lungo la strada provinciale 10 Follonata, è il principale centro abitato di una vasta zona alto-maremmana che ingloba poderi e caseggiati che si riferiscono al paese pur rivestendo carattere autonomo. I loro toponimi sono: Acquaiana, Belvedere, Boschetto, Cadirossi, Cadivido, Cadoragno, Caese, Calizzano, Camparelli, Casone, Case Nove, Marruchina, Paiccia, Poggetto, Poggio, Querciolaie.

## Galleria d'immagini

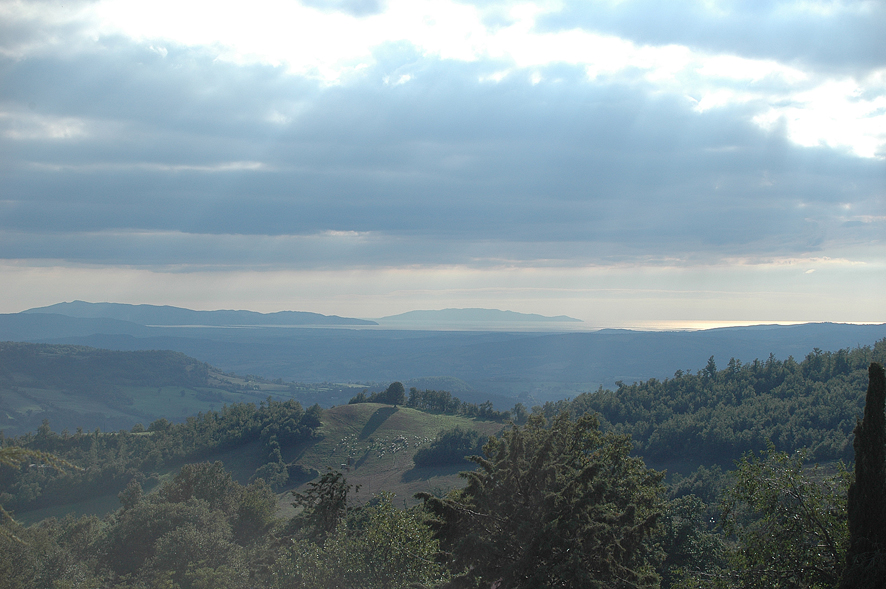
Monte Argentario ed Isola del Giglio
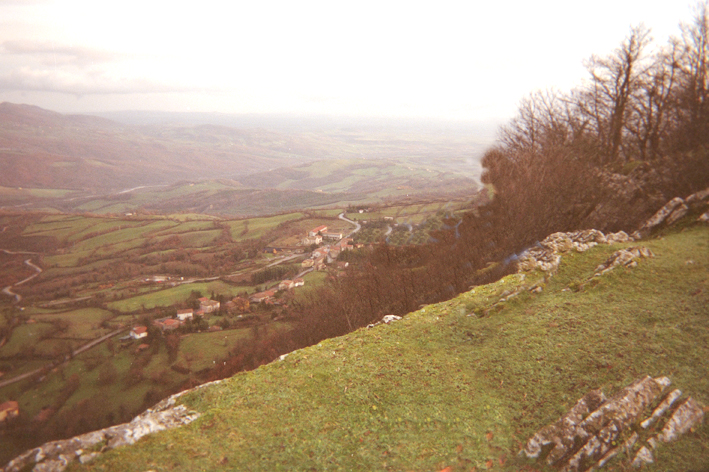
Cellena e l'alto Lazio visti dal massiccio della Ripa
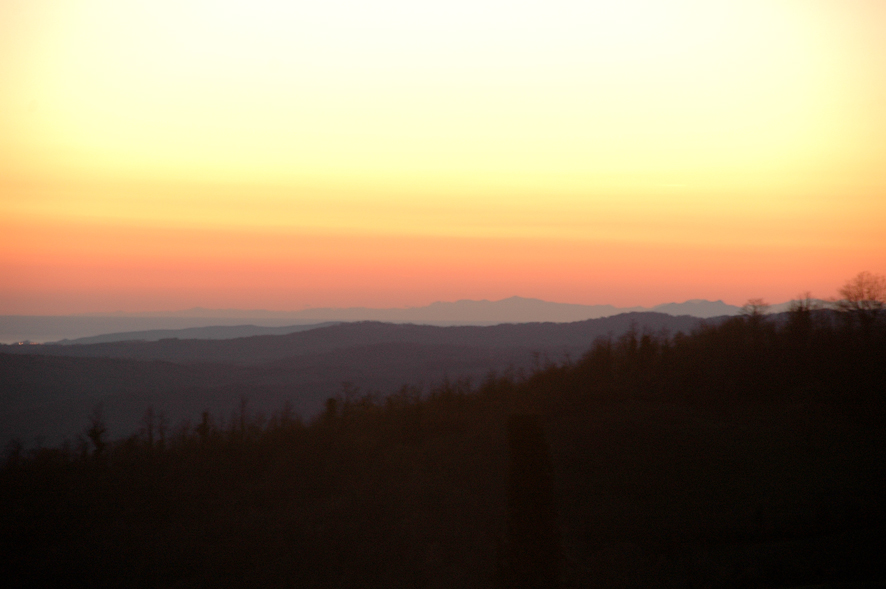
Profilo della Corsica